# Jeremiah Clarke
Jeremiah Clarke (* um 1674; † 1. Dezember 1707 in London) war ein englischer Komponist und Organist des Barocks.

## Leben
Jeremiah Clarke wurde 1685 erstmals als Chorknabe der Royal Chapell anlässlich der Krönung Jakob II. erwähnt. 1692 wurde er im Alter von ca. 17 Jahren wegen des Stimmbruchs mit einer Pensionszahlung von 20 Pfund entlassen. Im gleichen Jahr wurde er Organist am Winchester College, diese Stelle hatte er bis 1695 inne. 1699 wurde er zum vicar choral an der St Paul’s Cathedral ernannt, wo er auch als Organist tätig war. Der Chor stand in dieser Zeit unter der Leitung von John Blow, der ihn musikalisch stark beeinflusste und dessen Ämter Clarke im November 1703 übernahm. Gemeinsam mit William Croft war er im Juli 1700 als Gentleman-extraordinary der Royal Chapel vereidigt worden, um nach dem Tod von Amtsinhaber Francis Pigott dessen Organistenstelle zu übernehmen. Im Mai 1704 traten beide diese Stelle an.
Clarke komponierte hauptsächlich Kirchenmusik, auch schrieb er Lieder für die Bühne sowie Triumphmusiken zu den Siegesfeiern des Duke of Marlborough im Spanischen Erbfolgekrieg. 1707 starb Clarke in London, angeblich wegen einer unerfüllten Liebe zu einer Frau aus höherem Stand, durch Suizid mit einer Pistole. Er wurde mit einer Ausnahmegenehmigung in der Krypta von St. Paul’s Cathedral beigesetzt, da dies zu jener Zeit für „Selbstmörder“ nicht gestattet war.
Jeremiah Clarke konnte als Komponist des Prince of Denmark March identifiziert werden, jenes beliebten Musikstücks, das lange Zeit unter der Bezeichnung Trumpet Voluntary fälschlicherweise Henry Purcell zugeschrieben wurde. Es erklang während des Zweiten Weltkriegs oft im BBC (im Zusammenhang mit Sendungen nach Dänemark) und dann 1981 bei der Hochzeit von Prinz Charles und Diana und wurde vor allem dadurch weltberühmt. Auf Skamlingsbanken ertönt er täglich als Glockenspiel. Ein anderes bekanntes Stück, der Trumpet Tune in D, stammt aus der Semi-Oper The Island Princess, einer musikalischen Gemeinschaftsarbeit von Clarke und Daniel Purcell, Henry Purcells jüngerem Bruder. Es wurde früher ebenfalls Henry Purcell zugeschrieben.

## Werke (Auswahl)
Clarke schrieb mehrere Messen und andere geistliche Vokalmusik, darunter etwa 20 Anthems und Psalm- und Hymnenmelodien die zum Teil noch heute gebräuchlich sind. Für festliche Anlässe komponierte er verschiedene Oden mit Orchesterbegleitung, wie die zum Tode Henry Purcells Come, Come along for a Dance and a Song (1695), Ode on His Majesty’s happy Deliverance (1696), Ode anlässlich des Friedens von Ryswick (1697), eine Geburtstagsode für Königin Anna (1706), eine Neujahrsode O Harmony, Were’s Now Thy Power (1707), Cäcilienode Alexander’s Feast, or The Power of Music (1697).
Er komponierte außerdem Ouverturen und Zwischenaktmusiken, die zum Teil verschollen sind. Weitere Instrumentalmusik ist hauptsächlich für Cembalo oder Orgel komponiert, bis auf einige Solostücke für Flöte oder Violine, die zum Teil Arrangements von bekannten Melodien waren.
Gerne gespielt werden die beiden Bearbeitungen für Trompete und Orgel
- Trumpet Voluntary (ursprünglicher Titel: The Prince of Denmark's March, Rondeau)
- Trumpet Tune in D (aus der Semi-Oper The Island Princess, gemeinsam mit Daniel Purcell)